# Ritratto nella memoria
Ritratto nella memoria (The Proprietor) è un film del 1996 diretto da Ismail Merchant.